# Condado de Concho
El condado de Concho es uno de los 254 condados del estado estadounidense de Texas. La sede del condado y su mayor ciudad es Paint Rock.

## Geografía
El condado posee un área de 2574 km² (de los cuales 6 km² están cubiertos por agua), la población de 3966 habitantes, y la densidad de población es de 2 hab/km² (según censo nacional de 2000). Este condado fue fundado en 1858.